# Christopher Lindholm
Christopher Lindholm, född den 11 maj 1985 i Huddinge församling söder om Stockholm, är en svensk före detta ishockeyspelare. 
Lindholms moderklubb är Huddinge IK. Han har gjort ett 20-tal elitseriematcher för Leksands IF och ett 80-tal allsvenska matcher. År 2003 var karriären i fara då han åkte in med huvudet i sargen med våldsam kraft. Den sjunde halskotan krossades och han var borta i drygt ett halvår från hockeyn.
Lindholm var med i alla svenska landslag ifrån U-16 till U-20 och har sammanlagt ett 40-tal landskamper i ryggen. Han var även med i TV-pucken 2000 där han representerade Stockholm vit. Turneringen slutade med ett silver.

## Klubbar
- Leksands IF
- Huddinge IK
- Hammarby IF
- M/B Hockey
- Skövde IK
- Nynäshamns IF
- Nyköpings Hockey
- Kristianstads IK